# 棕櫚島原住民郡政府
棕櫚島原住民郡（英語：Aboriginal Shire of Palm Island）是澳大利亞昆士蘭州北部的特別地方政府，地理位於湯斯維爾之北。

## 外部連結
- www.piac.com.au 棕櫚島原住民郡官方網站 （页面存档备份，存于）
- LGWORKS: 棕櫚島原住民郡